# John Robert Godley

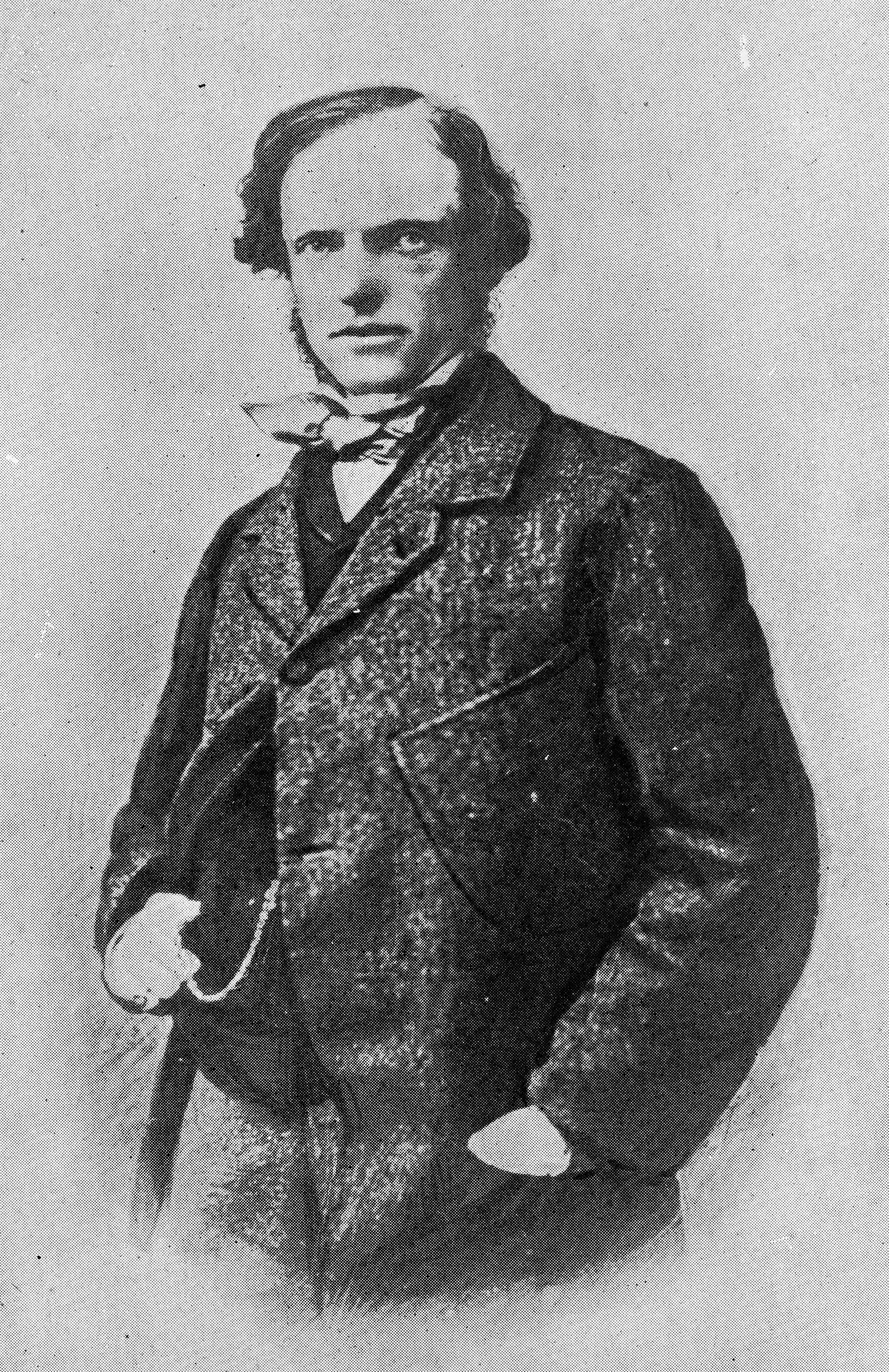
John Robert Godley

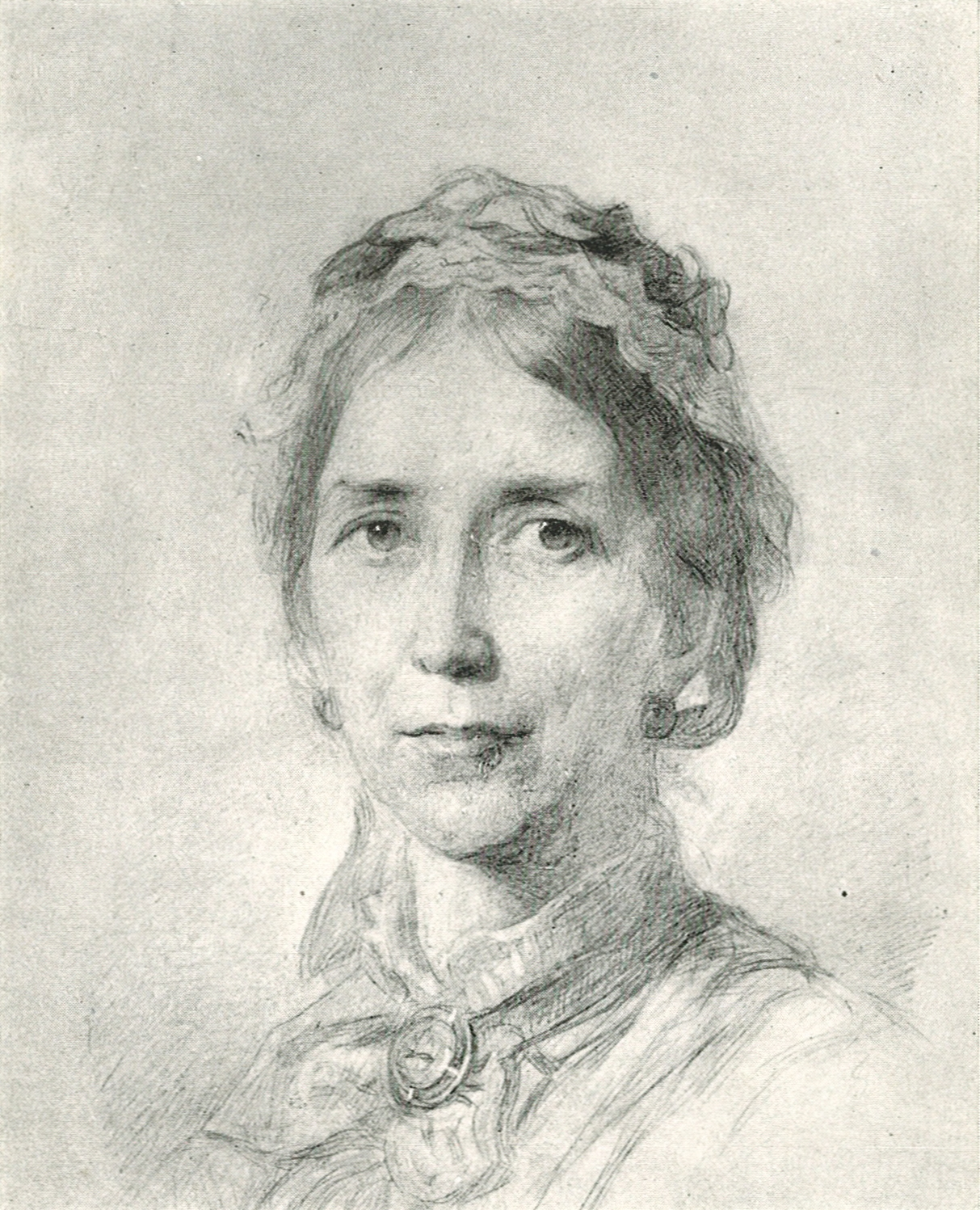
Charlotte Goodley, 1877

John Robert Godley (* 29. Mai 1814 in Dublin; † 17. November 1861 in London) war ein irischer Staatsmann und Verwalter. Godley war der einflussreichste Führer in der Gründungsphase der Region Canterbury in Neuseeland, obwohl er nur zwei Jahre dort verbrachte.

## Frühes Leben
Godley wurde am 29. Mai 1814 als ältester Sohn von John Godley und Katherine Daly im irischen Dublin geboren. Er hatte mindestens zwei Brüder, James und William Alexander. Sein Vater war ein wohlhabender anglo-irischer Landbesitzer mit Grundbesitz im County Leitrim und County Meath in Ireland. Das Vermögen seiner Familie ermöglicht seine Erziehung an der Harrow School und am Christ College in Oxford. Er graduierte 1836 in klassischer Philologie. Da er kränklich war, konnte er die angestrebte Karriere als Jurist nicht verfolgen. Nach dem Abschluss bereiste er Irland und Nordamerika. Diese Reisen trugen dazu bei, seine Ideen zur Errichtung und Verwaltung von Kolonien auszuformen.
1843 wurde er zum High Sheriff of Leitrim und im folgenden Jahr zum Deputy Lieutenant und Friedensrichter ernannt. Im September 1846 heiratete er Charlotte, Tochter von Charles Griffith-Wynne aus Denbighshire. Die Hochzeit wurde in Llanrwst in Wales registriert. Aus der Heirat gingen vier Töchter hervor. Drei erreichten das Erwachsenenalter, starben aber unverheiratet. Einziger Sohn war Arthur Godley.
1847 unterlag er bei den Wahlen in das House of Commons, in dem der Wahlbezirk Leitrim zwei Sitze hatte. Godley war einer von drei Kandidaten, erhielt aber starke Opposition von römisch-katholischen Priestern. Diese lehnten sein Emigrationsprojekt zur Auswanderung nach Kanada ab, das er als Gegenmaßnahme zur Großen Hungersnot in Irland vorschlug. Edward King Tenison und Charles Skeffington Clements schlugen Godley mit 385 und 354 zu 319 Stimmen.

## Kolonist in Neuseeland
Zu dieser Zeit bat ihn der Eigentümer der New Zealand Company, Edward Gibbon Wakefield, der seine zahlreichen Reisen und Ideen über die Kolonisierung kannte, eine Kolonie in Neuseeland zu gründen. Diese sollten dem Glauben der Church of England. Godley wurde überzeugt diese Kolonie zu leiten. Wegen politischen Beziehungen erleichterte man damit die Finanzierung der Kolonie.
Vier Jahre später, im April 1850, kam er mit seiner Familie in Port Cooper (heute Lyttelton) im April 1850 an. Bei seiner Ankunft traf er sich mit dem Vermesser Joseph Thomas, der ihm Grundrisse für drei verschiedene Siedlungen und den Bebauungsplan für die vorhandene Siedlung Port Cooper vorlegte.
Die ersten Siedler und Material zum Aufbau der Kolonie erreichten im Dezember 1850 auf den First Four Ships Port Cooper. In den nächsten zwei Jahren leitete Godley die Kolonie, die nun Christchurch genannt wurde. Er verhandelte mit der Canterbury Association, um günstigere Bedingungen für das verpachtete Weideland zu erreichen, so dass die Kolonie mit einer soliden landwirtschaftlichen Basis starten könne. Godley glaubte daran, dass Zweck der Canterbury Association sei, Canterbury zu gründen, nicht, es zu regieren. Er meinte, dass die Kolonie sich selbst regieren solle. Im November 1852 bat eine Abordnung der Siedler Godley, sich für die ersten Wahlen zum Superintendenten der Provinz Canterbury aufstellen zu lassen. Godley nahm diesen Vorschlag jedoch nicht an.

## Zurück in England

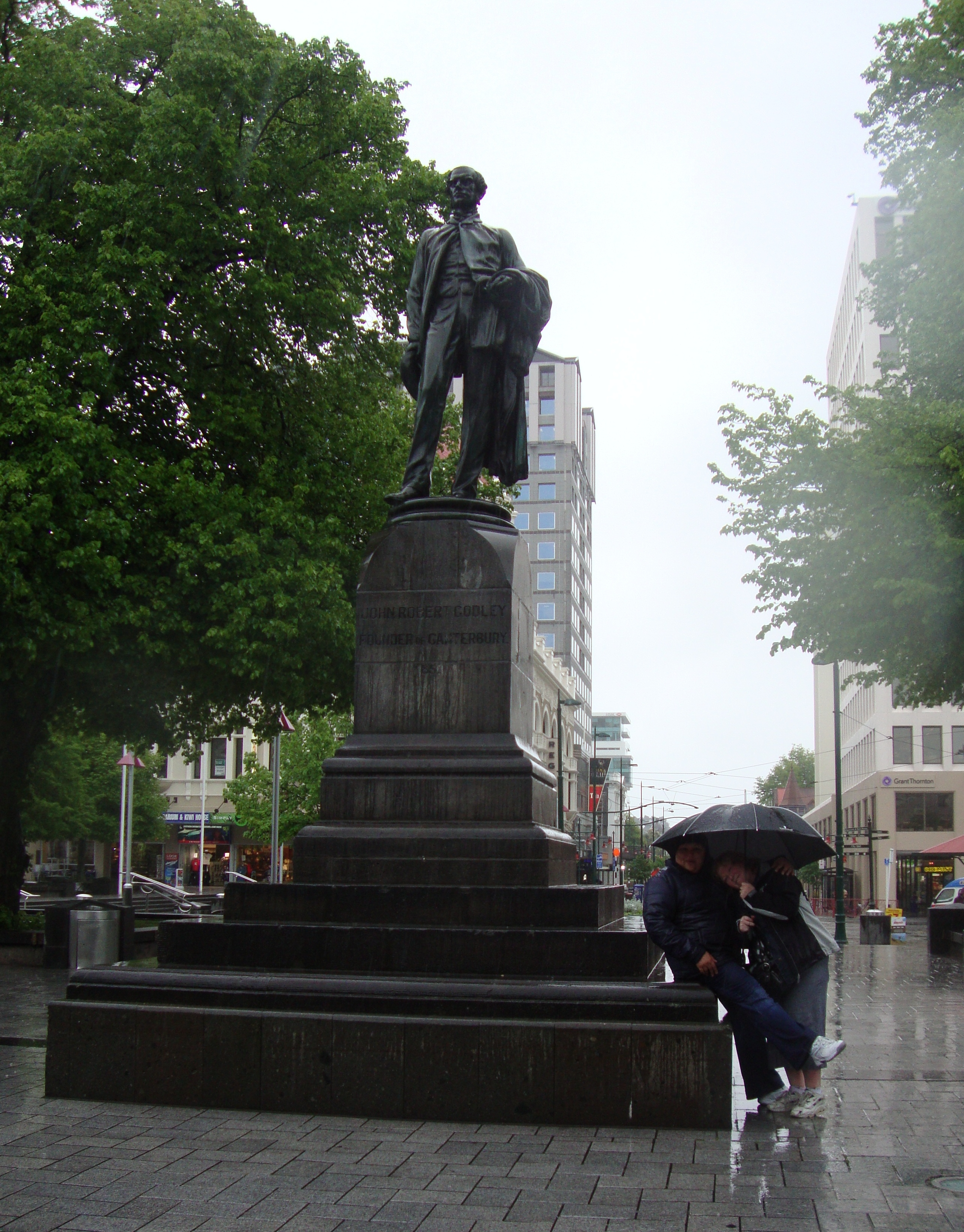
Godley Statue in Christchurch 2010

Im Dezember 1852 kehrte Godley nach England zurück. Bei einem zu seinen Ehren im Trafalgar Hotel in Greenwich gehaltenen Bankett gab Godley einen Überblick über die in der kurzen Zeit seit der Gründung gemachten Fortschritte der neuen Kolonie. In England arbeitet Godley für mehrere Zeitungen als Kolumnist und Essayist. Er schrieb vor allem über die für ihn wichtige Kolonialreform. Er hatte auch eine Anstellung beim War Office. Hier propagierte er die Selbstregierung der britischen Kolonien.
Godley starb am 17. November 1861 in London.
Eine Bronzestatue von Godley nach einem Entwurf von Thomas Woolner wurde 1867 auf dem Cathedral Square in Christchurch aufgestellt. Beim Christchurch-Erdbeben vom Februar 2011 fiel sie vom Sockel.
Sein Haus in Lyttelton wurde später für die Errichtung eines Gebäudes der Plunket Society im Jahr 1943 abgerissen. Dieses wurde 2011 beim Erdbeben beschädigt und im Juni 2012 abgebrochen. Dabei fand man die Pfostenlöcher von Godleys Haus. Die Archäologen schließen aus ihnen, dass das 2-stöckige Gebäude mindestens sechs Räume hatte. Für die Früßphase der Kolonisation ein durchaus ansehnliches Gebäude. In Lyttelton gibt es ein denkmalgeschütztes Godley House, in dem er jedoch nie lebte.

## Familie

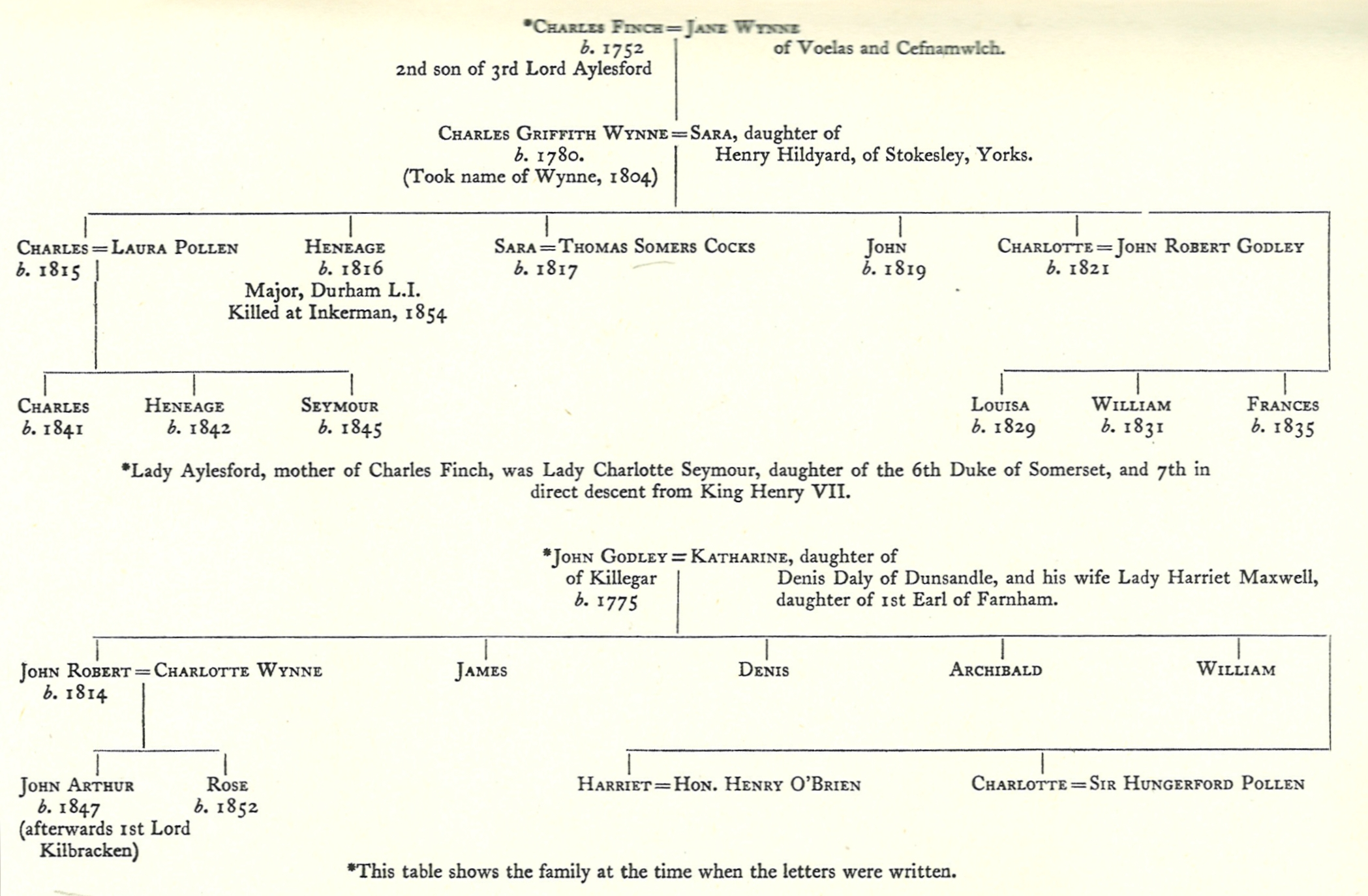
Stammbaum der Familien Godley und Wynne

Godleys einziger Sohn war Arthur Godley, später Baron Kilbracken. Dessen Sohn und damit Godley Enkel, war Hugh Godley, 2. Baron Kilbracken.
Sein Großvater war der Landeigentümer und Politiker Denis Daly, Onkel mütterlicherseits waren James Daly, 1. Baron Dunsandle and Clanconal und Robert Daly, ein angeheirateter Onkel war Morgan George Crofton, 3.Baronet.
Ein Neffe, Sohn seines Bruders James Godley, war A. D. Godley. Ein weiterer Neffe war der Sohn seines Bruders William Alexander Godley, General Alexander Godley, der kontroverse Kommandeur der New Zealand Expeditionary Force (NZEF) im Ersten Weltkrieg.
Godleys Schwiegervater war Charles Griffith-Wynne, sein Schwager Charles Wynne.